# روبرت فليك
روبرت فليك (بالإنجليزية: Robert Fleck)‏ مواليد 11 أغسطس 1965 في غلاسكو، هو لاعب كرة قدم اسكتلندي دولي سابق كان يلعب في مركز الهجوم. سبق له أن لعب في كأس العالم لكرة القدم مع منتخب بلاده. لعب خلال مسيرته 400 مباراة سجل خلالها 91 هدفاً.

## المسيرة الاحترافية

### أندية لعب لها
- نادي رينجرز
- نادي بارتيك ثيسل
- نورويتش سيتي
- تشيلسي
- بولتون واندررز
- نادي بريستول سيتي
- نادي ريدنغ

## روابط خارجية
- روبرت فليك على موقع الاتحاد الدولي (مؤرشف)  (الإنجليزية)
- روبرت فليك على موقع قاعدة بيانات كرة القدم.إي يو (الإنجليزية)
- روبرت فليك على موقع ناشيونال فوتبول تيمز (الإنجليزية)
- روبرت فليك على موقع Soccerbase.com (لاعب) (الإنجليزية)
- روبرت فليك على موقع Soccerway.com (الإنجليزية)
- روبرت فليك على موقع عالم كرة القدم.نت (الإنجليزية)